# 比利亚曼多斯
比利亚曼多斯，是西班牙卡斯蒂利亚-莱昂莱昂省的一个市镇。 总面积16平方公里，总人口409人（001年），人口密度26人/平方公里。